# Exechonella papillata
Exechonella papillata är en mossdjursart som beskrevs av Cook och Bock 2004. Exechonella papillata ingår i släktet Exechonella och familjen Exechonellidae. Inga underarter finns listade i Catalogue of Life.